# Izzy Asper
Israel Harold „Izzy“ Asper PC, OC, OM (geboren am 11. August 1932 in Minnedosa; gestorben am 7. Oktober 2003 in Winnipeg) war ein kanadischer Jurist, Medienunternehmer und Politiker der Liberalen Partei Manitobas.

## Herkunft und Jugend
Aspers Eltern waren aus der Ukraine eingewanderte Juden. Seine Mutter Cecilia, Tochter eines Rabbiners und Musikerin, hatte sich 1919 in Winnipeg niedergelassen, sein Vater Leon, Musiker auch er, fünf Jahre später. 1924 siedelten sie in die Kleinstadt Minnedosa über, wo Leon 1929 das Kino The Lyric Theatre and Opera House erwarb. Das Paar bekam drei Kinder, neben dem 1932 geborenen Izzy noch die Töchter Aubrey und Hettie. 1936 ging der Vater bankrott, blieb aber weiter seiner Passion treu: 1941 zog die Familie nach Neepawa, wo Leon das Roxy gekauft hatte. Im Laufe der Jahre sollte sich das Geschäft erweitern, es kamen weitere Kinos hinzu, letztlich entstand eine regionale Gruppe mit insgesamt acht Lichtspielhäusern. 1946 ließ sich die Familie endgültig in Winnipeg nieder, an der dortigen Kelvin High School machte Izzy seinen Schulabschluss. Die Familie galt als gütig, aber nicht sonderlich religiös. Izzy selbst bezeichnete sich später in einem Brief als „ziemlich weltlich, zu meinem Bedauern“.

## Jurist und Politiker
Asper studierte Rechtswissenschaft an der Universität von Manitoba und erwarb Abschlüsse als  Bachelor of Laws 1957 sowie postgradual als Master of Laws 1964. Spezialisiert auf Steuerrecht ließ er sich 1957 in Winnipeg als Rechtsanwalt nieder. Er galt bald als ausgewiesener Fachmann in seinem Spezialgebiet und hatte zu diesem Thema zwischen 1966 und 1977 in der Tageszeitung The Globe and Mail eine regelmäßige Kolumne.
Anfang der 1970er Jahre wandte sich Asper verstärkt der Politik zu, im Oktober 1970 wurde er zum Vorsitzenden der Liberalen Partei von Manitoba gewählt. Bei einer durch den Tod von Leonard Claydon notwendig gewordenen Nachwahl im Wahlbezirk Wolseley bewarb er sich im Juni 1972 erfolgreich um einen Sitz in der Legislativversammlung von Manitoba. Bei der nächsten regulären Wahl im Juni 1973 konnte er diesen zwar verteidigen, die übrigen Ergebnisse seiner Partei aber waren ernüchternd: im Verhältnis zur Wahl vier Jahre zuvor verlor sie rund fünf Prozentpunkte, konnte aber immerhin wieder fünf von 57 Mandaten erringen. Anfang 1975 gab er zunächst den Parteivorsitz und kurz darauf sein Mandat auf und zog sich aus der aktiven Politik zurück. Sein wichtigstes Anliegen, die Stärkung des Verhältnisses zu und die Unterstützung von Israel, sollte er sein Leben lang weiter verfolgen.

## Medienunternehmer
1973 gründete Asper die Canwest Capital Corporation als Holdinggesellschaft, unter deren Dach er sich um eine Lizenz zum Betrieb eines privaten Fernsehsenders in Winnipeg bewarb. Nachdem ihm diese erteilt worden war, kaufte er in Pembina, Nord-Dakota, den Privatsender KCND auf, demontierte Studio und technische Einrichtungen und verbrachte sie nach Winnipeg. 1975 nahm Aspers CKND in einer ehemaligen Safeway-Niederlassung den Betrieb auf.

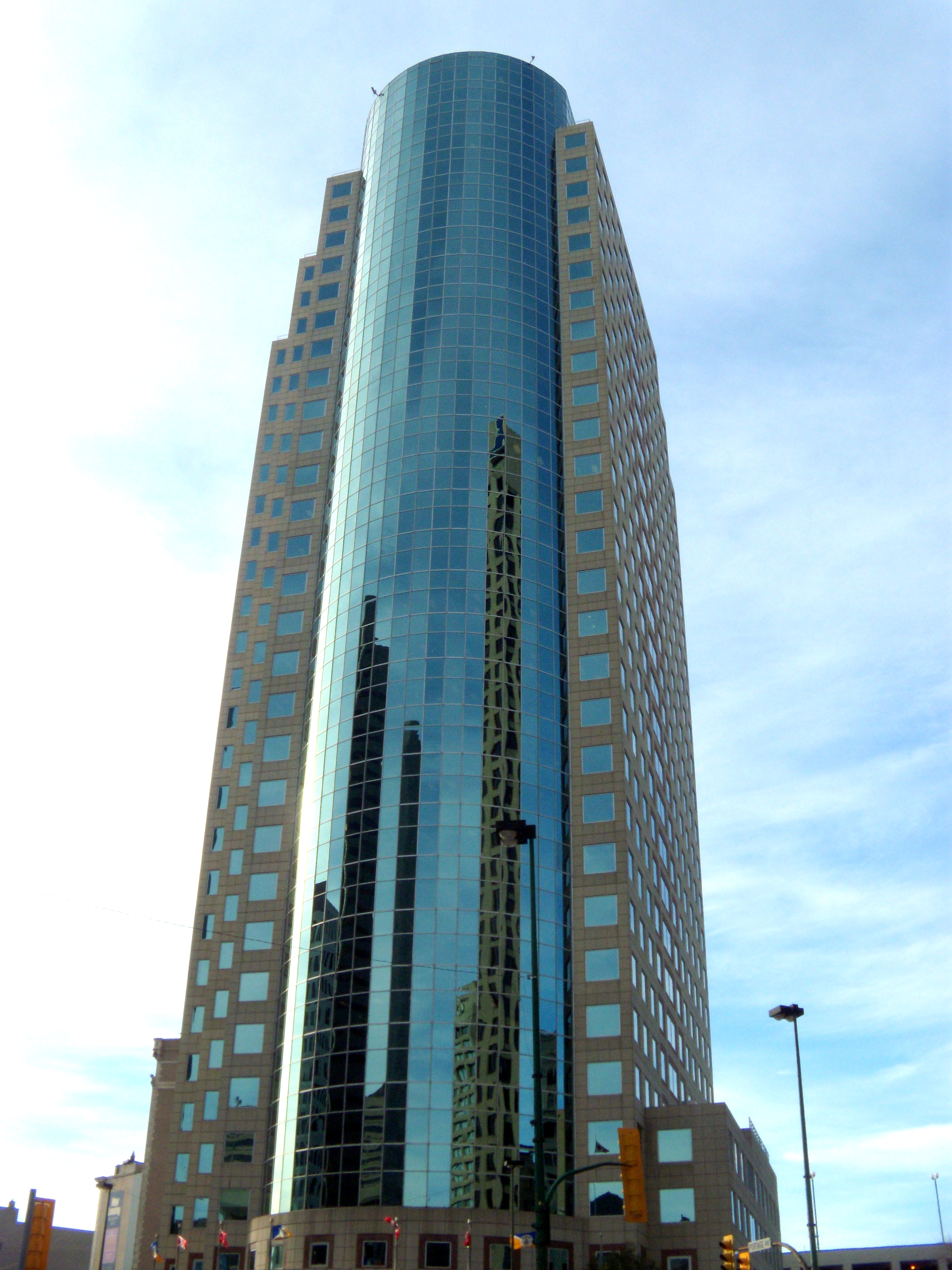
Ehemalige Zentrale von CanWest in Winnipeg

Aus diesen kleinen Anfängen entwickelte sich über die Jahre hinweg ein weltweit agierender Medienkonzern mit Sitz in Winnipeg. Zunächst übernahm CanWest in mehreren Schritten das Global Television Network und dehnte sich in der Folge mit seinen Sendestationen über ganz Kanada aus. Ausschlaggebend für den finanziellen Erfolg des Konzerns war die Tatsache, dass die einzelnen Sender separat lizenziert waren, das Gesamtsystem somit nicht als Network klassifiziert wurde. Dadurch konnten eine Reihe regulatorischer Auflagen von Seiten der Genehmigungsbehörden umgangen werden. Als hochprofitabel erwies es sich, dass das Unternehmen massiv auf kostengünstig in den USA erworbene Fernsehserien und -shows setzte. 1991 ging CanWest an die Börse. Es folgten weitere (Teil-)Zukäufe von Unternehmen, darunter Western International Communications, Fireworks Entertainment und Alliance Films, sowie 2000 der Erwerb einer Gruppe von Zeitungen, zu der auch die National Post gehörte. In seiner Blütezeit besaß Aspers CanWest Tochterunternehmen und Beteiligungen unter anderem in den USA, Chile, Irland, Australien, Neuseeland und der Türkei.
1997 übergab Asper den Posten des Chief Executive Officers an seinen Sohn Leonard, blieb dem Unternehmen aber als Vorsitzender des Verwaltungsrates sowie übergangsweise auch als Mitglied des Vorstandes verbunden. Den Niedergang seines Imperiums, das 2009 Gläubigerschutz beantragte, bis 2010 seine gesamten Vermögenswerte veräußern musste und 2013 endgültig aufgelöst wurde, sollte er nicht mehr erleben: nachdem er im Kreise seiner Familie Jom Kippur gefeiert hatte erlitt er am darauffolgenden Morgen des 7. Oktober 2003 einen Herzinfarkt, an dessen Folgen er noch am gleichen Vormittag im Krankenhaus St. Boniface in Winnipeg im Alter von 71 Jahren verstarb.  Er hinterließ seine Frau Ruth Miriam, genannt Babs, mit der er seit 1956 verheiratet gewesen war, die Söhne David und Leonard sowie Tochter Gail.

## Gesellschaftliches Engagement

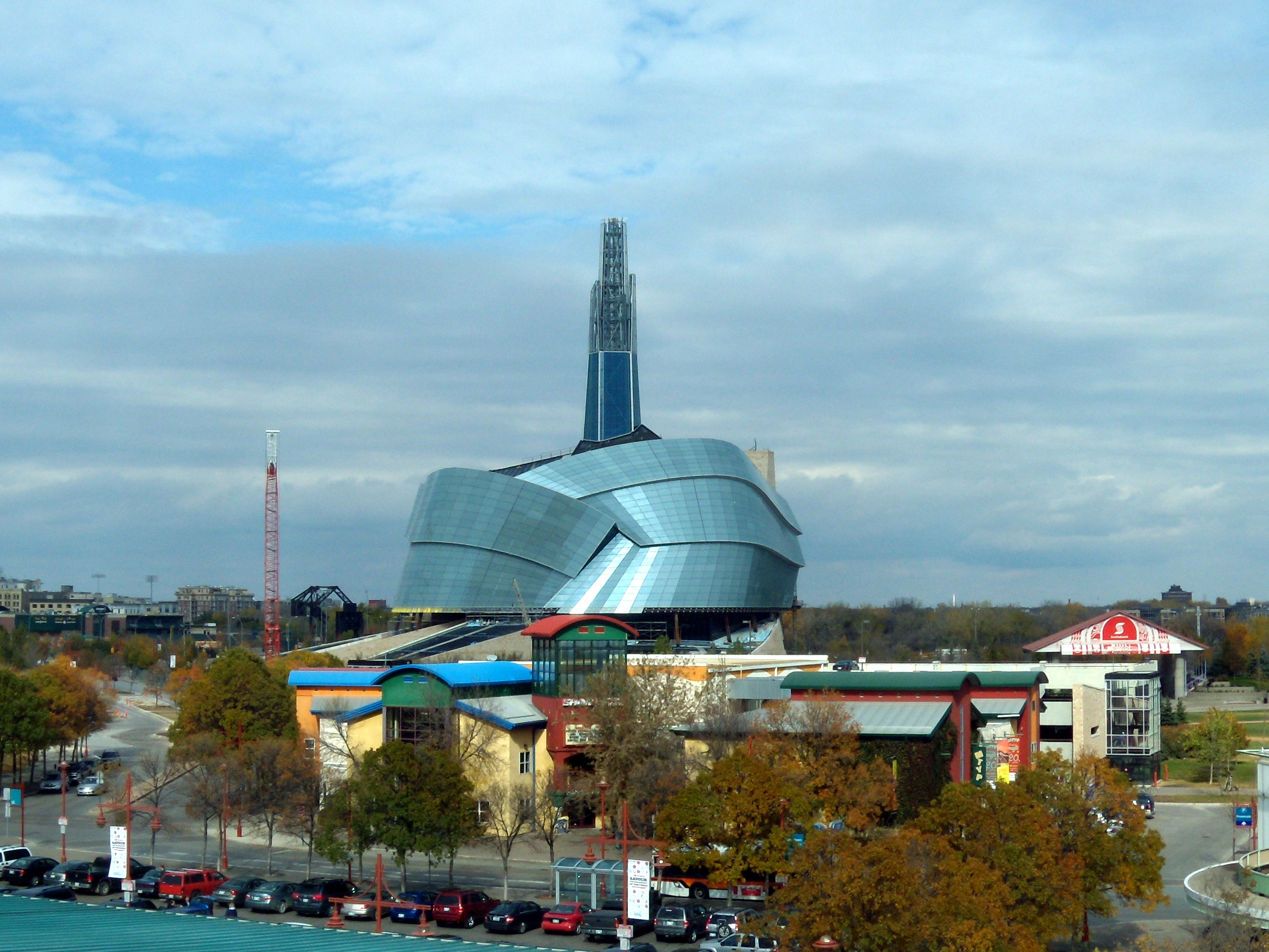
Das Museum für Menschenrechte

Asper galt als großzügiger Mäzen, er unterstützte unter anderem Krankenhäuser sowie die Universität in seiner Heimatstadt Winnipeg. Die von ihm 1983 gegründete Stiftung Asper Foundation fördert soziale und kulturelle Projekte sowohl in Manitoba als auch in Israel. Ein bleibendes Vermächtnis bildet das Kanadische Museum für Menschenrechte, dessen Gründung von ihm initiiert und dessen Fertigstellung nach seinem Tod durch seine von Tochter Gail geleitete Stiftung vorangetrieben und mitfinanziert wurde.
Sein Wirken wurde vielfach gewürdigt, zu nennen wären unter anderem die Aufnahme in den Kronrat 1975, die Verleihung der Orden Officer of Order of Canada 1995 und Order of Manitoba 2000, des B’nai B’rith International Award of Merit 1993 sowie mehrere Ehrendoktorwürden. Ihm zu Ehren benannte die Universität von Manitoba ihre handelswirtschaftliche Fakultät im Jahre 2000 in Asper School of Business um.